# Strat limită

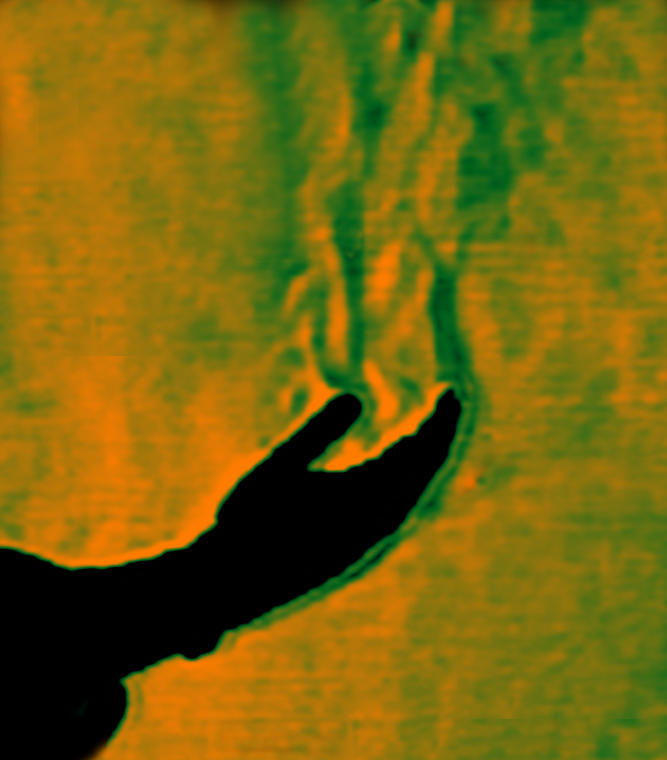
Stratul limită din jurul unei mâini, fotografie schlieren. Stratul limită este conturul verde, cel mai vizibil pe dosul mâinii.

În fizică și mecanica fluidelor un strat limită este stratul subțire de fluid în imediata vecinătate a unei suprafețe care delimitează un sistem termodinamic, format din fluidul care curge de-a lungul suprafeței. Interacțiunea fluidului cu peretele induce condiția la limită „fără alunecare” (viteză nulă la perete). Viteza curgerii crește apoi monoton la depărtarea de suprafață până când ajunge la viteza curgerii libere. Stratul subțire format din fluid a cărui viteză nu a revenit încă la viteza curgerii libere se numește strat limită de viteză.
Aerul de lângă un om este încălzit, rezultând o curgere convectivă de aer indusă de gravitație, care are ca rezultat atât un strat limită de viteză, cât și unul termic. O briză perturbă stratul limită, iar părul și hainele îl protejează, făcând omul să abă senzații de rece sau cald. Pe o aripă de aeronavă, stratul limită de viteză este partea curgerii din apropierea aripii, unde forțele  de viscozitate distorsionează curgerea neviscoasă din jur. În atmosfera Pământului, stratul limită atmosferic este stratul de aer (~ 1 km) din apropierea solului. Acesta este afectat de suprafață: fluxurile de căldură zi-noapte cauzate de încălzirea solului de către Soare, transferul de umiditate sau impuls către sau dinspre suprafață.

## Tipuri de straturi limită

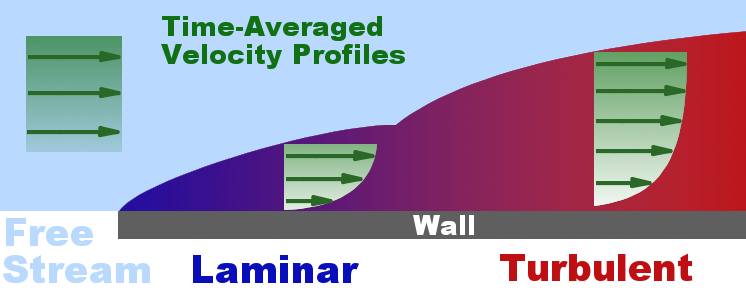
Vizualizare a stratului limită, care arată tranziția de la starea de laminar la cea de turbulent

Straturile limită laminare pot fi clasificate destul de vag în funcție de structura lor și de circumstanțele în care sunt create. Stratul subțire de forfecare care se dezvoltă pe un corp oscilant este un exemplu de strat limită Stokes⁠(d), în timp ce stratul limită Blasius⁠(d) se referă la binecunoscuta soluție bazată pe similitudine din apropierea unei plăci plane menținută într-o curgere unidirecțională și la stratul limită Falkner-Skan⁠(d), o generalizare a profilului Blasius. Atunci când un fluid este în rotație și forțele viscoase sunt echilibrate de efectul Coriolis (în loc de inerția convectivă), se formează un strat Ekman⁠(d). În teoria transmiterii căldurii apare un strat limită termic. La o suprafață pot să apară simultan mai multe tipuri de straturi limită.
Natura viscoasă a curgerii aerului pe o suprafață reduce vitezele locale și este responsabilă pentru frecarea superficială. Stratul de aer de deasupra suprafeței aripii, care este încetinit sau oprit de viscozitate, este stratul limită. Există două tipuri diferite de curgeri în stratul limită: laminar și turbulent.
Curgere laminară în stratul limită
Stratul limită laminar este o curgere foarte lină, în timp ce stratul limită turbulent conține vârtejuri. Curgerea laminară creează o rezistență la frecare superficială mai mică decât cea turbulentă, dar este mai puțin stabilă. Curgerea stratului limită peste suprafața unei aripi începe ca un flux laminar lin. Pe măsură ce curgerea continuă de-a lungul profilului, grosimea stratul limită laminar crește.
Curgere turbulentă în stratul limită
La o oarecare distanță de bordul de atac al profilului, curgerea laminară lină se descompune și se transformă într-o curgere turbulentă. Din punct de vedere al rezistenței la înaintare este recomandabil ca trecerea de la curgerea laminară la cea turbulentă să aibă loc cât mai târziu posibil, ca o mare parte din suprafața aripii să fie în porțiunea laminară a stratului limită. Totuși, curgerea laminară cu energie redusă tinde să se descompună mai brusc decât stratul turbulent.

## Conceptul de strat limită a lui Prandtl

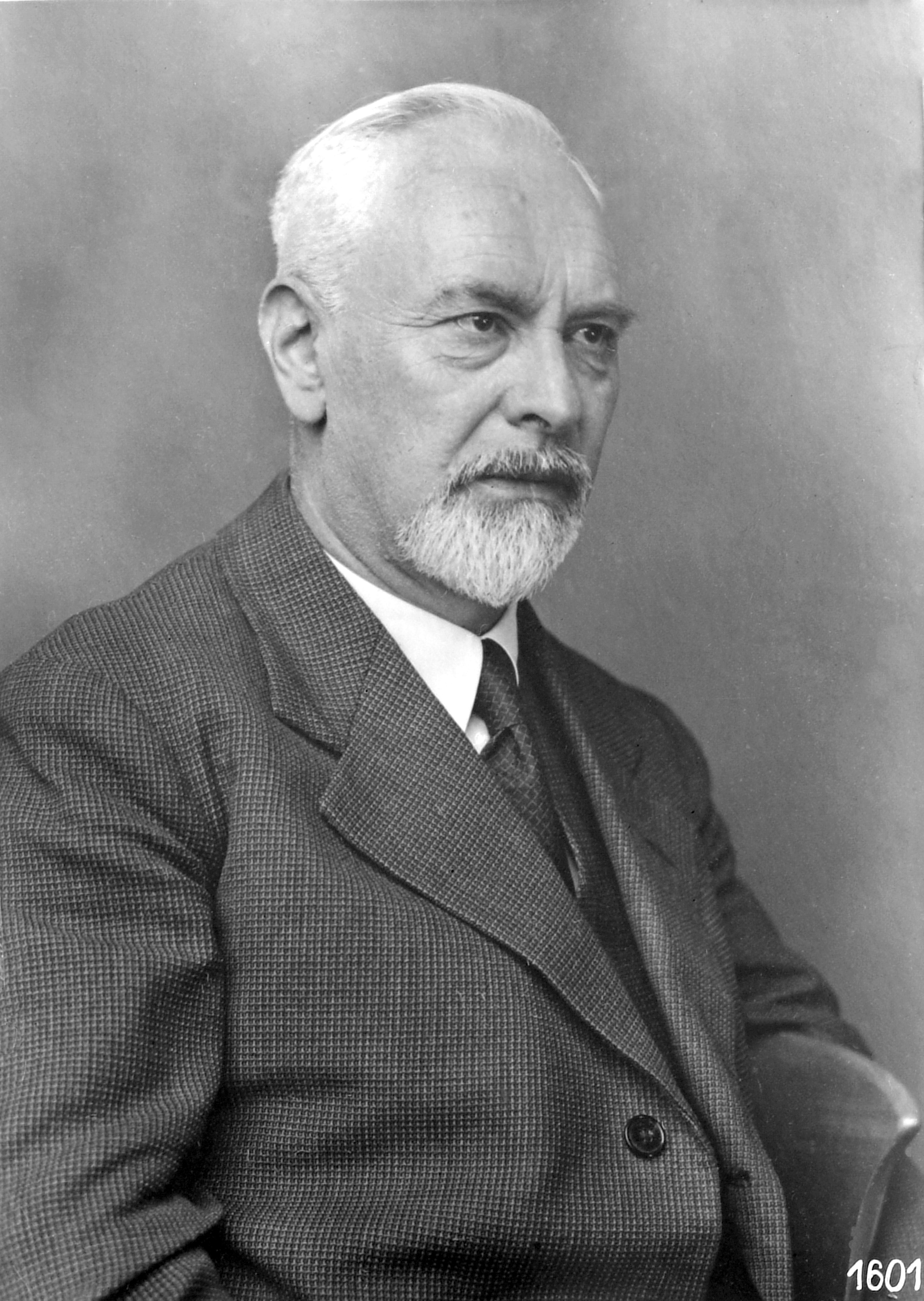
Ludwig Prandtl

Profilul de viteză al stratului limită laminar

Stratul limită aerodinamic a fost descris pentru prima dată de Ludwig Prandtl într-o lucrare prezentată la 12 august 1904, la cel de-al treilea Congres Internațional al Matematicienilor⁠(d) din Heidelberg. Acesta simplifica ecuațiile curgerii fluidelor prin împărțirea câmpului de curgere în două zone: una în interiorul stratului limită, dominată de viscozitate – și care creează majoritatea rezistenței la înaintare la care este supusă suprafața care limitează corpul – și una în afara stratului limită, unde viscozitatea poate fi neglijată fără efecte semnificative asupra soluției. Aceasta permite o soluție în formă închisă⁠(d) pentru curgerea în ambele zone, prin simplificări semnificative ale ecuațiilor Navier–Stokes complete. Această ipoteză este aplicabilă și altor fluide (în afară de aer) cu viscozitate moderată spre scăzută, cum ar fi apa. În cazul în care există o diferență de temperatură între suprafață și fluidul liber, se constată că majoritatea căldurii transmise către și dinspre un corp are loc în vecinătatea stratului limită de viteză. Acest lucru permite din nou simplificarea ecuațiilor în curgerea din afara stratului limită. Distribuția presiunii în întregul strat limită în direcția normală la suprafață (cum ar fi aceea a unui profil aerodinamic) rămâne relativ constantă în întregul strat limită și este aceeași ca la suprafața însăși.
Grosimea stratului limită⁠(d) de viteză este definită de obicei ca distanța de la corpul solid până la punctul în care viteza curgerii viscoase este 99 % din viteza curgerii libere (viteza la suprafață a unui curgeri neviscoase). Grosimea deplasării este o definiție alternativă care afirmă că stratul limită reprezintă un deficit în fluxul masic în comparație cu fluxul neviscos cu alunecare la perete. Este distanța cu care peretele ar trebui deplasat în cazul neviscos pentru a obține același flux masic total ca în cazul fluidului viscos. Condiția „fără alunecare” necesită ca viteza de curgere la suprafața unui obiect solid să fie nulă, iar temperatura fluidului să fie egală cu temperatura suprafeței. Viteza de curgere va crește apoi rapid în interiorul stratului limită, fiind descrisă de ecuațiile stratului limită de mai jos.
Grosimea stratului limită termic⁠(d) este, similar, distanța față de corp la care temperatura este 99 % din temperatura curgerii libere. Raportul dintre cele două grosimi este dat de numărul Prandtl. Dacă numărul Prandtl este 1, cele două straturi limită au aceeași grosime. Dacă numărul Prandtl este mai mare de 1, stratul limită termic este mai subțire decât stratul limită de viteză. Dacă numărul Prandtl este mai mic de 1, așa cum este cazul aerului în condiții standard, stratul limită termic este mai gros decât stratul limită de viteză.
În proiectele de înaltă performanță, cum ar fi aeronavele comerciale și planoarele, se acordă o atenție deosebită controlului stratului limită pentru a minimiza rezistența la înaintare. Trebuie luate în considerare două efecte. În primul rând, stratul limită se adaugă la grosimea efectivă a corpului, prin „grosimea deplasării”, crescând astfel rezistența la înaintare. În al doilea rând, forțele de forfecare de la suprafața aripii creează la nivelul suprafeței rezistență de frecare.
La numere Reynolds mari, tipice aeronavelor de dimensiuni mari, este de dorit să existe un strat limită laminar. Acest lucru are ca rezultat o frecare superficială mai mică datorită profilului de viteză caracteristic al curgerii laminare. Totuși, stratul limită se îngroașă inevitabil și devine mai puțin stabil pe măsură ce curgerea progresează de-a lungul corpului și, în cele din urmă, devine turbulent, proces cunoscut sub numele de tranziție a stratului limită⁠(d). O modalitate de a rezolva această problemă este de a absorbi stratul limită⁠(d) printr-o suprafață poroasă⁠(d). Acest lucru poate reduce rezistența la înaintare, dar de obicei este impracticabil din cauza complexității sale mecanice și a puterii necesare pentru a absorbi aerul și a-l elimina. Prin remodelarea profilului aerodinamic sau a fuzelajului se poate obține împingerea tranziției stratului limită spre spate, astfel încât grosimea maximă a stratului limită să fie mai spre spate și mai mică. Acest lucru reduce vitezele în partea anterioară și se obține același număr Reynolds cu o lungime mai mare.
La numere Reynolds mai mici, cum ar fi cele observate la modelele de aeronavele, este relativ ușor să se mențină curgerea laminară. Acest lucru duce la o frecare superficială scăzută, ceea ce este de dorit. Totuși, același profil de viteză care conferă stratului limită laminar frecarea superficială scăzută îl face să fie grav afectat de gradientul de presiune advers (invers). Pe măsură ce presiunea începe să se recupereze în partea din spate a corzii aripii, un strat limită laminar va tinde să se desprindă de suprafață. O astfel de desprindere provoacă o creștere mare a rezistenței la înaintare deoarece crește considerabil dimensiunea efectivă a secțiunii aripii. În aceste cazuri poate fi avantajos să se declanșeze în mod deliberat desprinderea stratului limită turbulent într-un punct anterior locului desprinderii laminare, folosind un turbionator. Profilul de viteză mai complet al stratului limită turbulent îi permite să nu se desprindă din cauza gradientului de presiune advers. Astfel, deși frecarea superficială este mai mare, rezistența la înaintare generală este mai mică. Acesta este principiul care justifică adânciturile la mingile de golf, precum și al generatoarelor de turbulență la aeronave. De asemenea, au fost proiectate secțiuni speciale ale aripilor la care recuperarea presiunii se face astfel încât desprinderea laminară să apară târziu sau deloc. Acesta reprezintă un compromis optim între rezistența la înaintare generată de desprinderea curgerii și frecarea peliculară generată de turbulența indusă.

## Ecuațiile stratului limită
Deducerea ecuațiilor stratului limită a fost unul dintre cele mai importante progrese în dinamica fluidelor. Folosind analiza scalei⁠(d), binecunoscutele ecuații Navier–Stokes care descriu curgerea fluidelor viscoase pot fi simplificate considerabil în cadrul stratului limită. În special, caracteristica⁠(d) ecuației cu derivate parțiale (EDP) devine parabolică, în loc de forma eliptică⁠(d) a ecuațiilor Navier–Stokes complete. Acest lucru simplifică considerabil rezolvarea ecuațiilor. Prin aproximarea stratului limită, curgerea este împărțită într-o porțiune neviscoasă (care este ușor de rezolvat printr-o serie de metode) și stratul limită, care este descris de o EDP mai ușor de rezolvat. Ecuațiile de continuitate și Navier–Stokes pentru o curgere incompresibilă staționară bidimensională în coordonate carteziene sunt date de:
{\displaystyle {\partial u \over \partial x}+{\partial \upsilon  \over \partial y}=0}
{\displaystyle u{\partial u \over \partial x}+\upsilon {\partial u \over \partial y}=-{1 \over \rho }{\partial p \over \partial x}+{\nu }\left({\partial ^{2}u \over \partial x^{2}}+{\partial ^{2}u \over \partial y^{2}}\right)}
{\displaystyle u{\partial \upsilon  \over \partial x}+\upsilon {\partial \upsilon  \over \partial y}=-{1 \over \rho }{\partial p \over \partial y}+{\nu }\left({\partial ^{2}\upsilon  \over \partial x^{2}}+{\partial ^{2}\upsilon  \over \partial y^{2}}\right)}
unde:
{\displaystyle u} și {\displaystyle \upsilon } sunt componentele vitezei, [m/s],
{\displaystyle \rho } este densitatea, [kg/m3]
{\displaystyle p} este presiunea, [Pa],
{\displaystyle \nu } este viscozitatea cinematică a fluidului în punctul respectiv, [m2/s].
Aproximarea afirmă că, pentru un număr Reynolds suficient de mare, curgerea peste o suprafață poate fi împărțită într-o regiune exterioară de curgere neviscoasă, neafectată de viscozitate (majoritatea curgerii) și o regiune apropiată de suprafață unde viscozitatea este importantă (stratul limită). Fie {\displaystyle u} și {\displaystyle \upsilon } vitezele de curgere de-a lungul peretelui, respectiv transversale (pe normala peretelui), în interiorul stratului limită. Folosind analiza scalei se poate demonstra că ecuațiile de mișcare de mai sus în interiorul stratului limită se reduc pentru a deveni:
{\displaystyle u{\partial u \over \partial x}+\upsilon {\partial u \over \partial y}=-{1 \over \rho }{\partial p \over \partial x}+{\nu }{\partial ^{2}u \over \partial y^{2}}}
{\displaystyle {1 \over \rho }{\partial p \over \partial y}=0}
și, dacă fluidul este incompresibil (așa cum sunt practic lichidele în condiții standard):
{\displaystyle {\partial u \over \partial x}+{\partial \upsilon  \over \partial y}=0}
Analiza ordinului de mărime presupune că scala lungimii pe direcția curentului este semnificativ mai mare decât scala lungimii transversale din interiorul stratului limită. Rezultă că variațiile proprietăților în direcția curentului sunt în general mult mai mici decât cele în direcția normală la perete. Aplicarea acestor valori în ecuația de continuitate arată că {\displaystyle \upsilon }, viteza în direcția normală la perete, este mică în comparație cu {\displaystyle u}, viteza curentului.
Deoarece presiunea statică, {\displaystyle p,} este independentă de {\displaystyle y,} atunci presiunea la marginea stratului limită este presiunea din întregul strat limită într-o anumită poziție din curgere. Presiunea externă poate fi obținută din ecuația lui Bernoulli. Fie {\displaystyle U} viteza fluidului în afara stratului limită, unde {\displaystyle u} și {\displaystyle U} sunt ambele paralele. Aceasta dă, la înlocuirea lui {\displaystyle p,} următorul rezultat:
{\displaystyle u{\partial u \over \partial x}+\upsilon {\partial u \over \partial y}=U{\frac {dU}{dx}}+{\nu }{\partial ^{2}u \over \partial y^{2}}}
La o curgere în care presiunea statică, {\displaystyle p,} nu se modifică nici ea în direcția curgerii:
{\displaystyle {\frac {dp}{dx}}=0}
ca urmare {\displaystyle U} rămâne constantă.
Prin urmare, ecuația mișcării se simplifică și devine:
{\displaystyle u{\partial u \over \partial x}+\upsilon {\partial u \over \partial y}={\nu }{\partial ^{2}u \over \partial y^{2}}}
Aceste aproximări sunt utilizate în multe probleme practice de curgere care prezintă interes științific și ingineresc. Analiza de mai sus este pentru orice strat limită instantaneu, laminar sau turbulent, dar este utilizată în special în studiile privind curgerile laminare, deoarece fluxul mediu este același cu fluxul instantaneu, deoarece nu există fluctuații de viteză. Această ecuație simplificată este o EDP parabolică și poate fi rezolvată folosind similitudinea, fiind adesea numită stratul limită Blasius⁠(d).

### Teorema transpoziției a lui Prandtl
Prandtl a observat că din orice soluție {\displaystyle u(x,y,t),\ v(x,y,t)} care satisface ecuațiile stratului limită se poate construi o soluție suplimentară {\displaystyle u^{*}(x,y,t),\ v^{*}(x,y,t),} care satisface și ea ecuațiile stratului limită, scriind:
{\displaystyle u^{*}(x,y,t)=u(x,y+f(x),t),\quad v^{*}(x,y,t)=v(x,y+f(x),t)-f'(x)u(x,y+f(x),t)}
unde {\displaystyle f(x)} este o funcție arbitrară. Întrucât soluția nu este unică din punct de vedere matematic, la soluție se poate adăuga oricare dintre funcțiile proprii dintr-o mulțime infinită, cum au arătat Keith Stewartson și Paul A. Libby.

### Integrala von Kármán a impulsului
Theodore von Kármán a obținut ecuația integrală prin integrarea ecuației stratului limită pe grosimea stratului limită în 1921. Ecuația este: 
{\displaystyle {\frac {\tau _{w}}{\rho U^{2}}}={\frac {1}{U^{2}}}{\frac {\partial }{\partial t}}(U\delta _{1})+{\frac {\partial \delta _{2}}{\partial x}}+{\frac {2\delta _{2}+\delta _{1}}{U}}{\frac {\partial U}{\partial x}}+{\frac {v_{w}}{U}}}
unde:
{\displaystyle \tau _{w}=\mu \left({\frac {\partial u}{\partial y}}\right)_{y=0},\quad v_{w}=v(x,0,t),\quad \delta _{1}=\int _{0}^{\infty }\left(1-{\frac {u}{U}}\right)\,dy,\quad \delta _{2}=\int _{0}^{\infty }{\frac {u}{U}}\left(1-{\frac {u}{U}}\right)\,dy}
{\displaystyle \tau _{w}} este tensiunea tangențială la perete,
{\displaystyle v_{w}} este absorbția/injecția de viteză la perete,
{\displaystyle \delta _{1}} este grosimea stratului de deplasare,
{\displaystyle \delta _{2}} este grosimea stratului de viteză.
Aproximarea Kármán–Pohlhausen provine din această ecuație.

### Integrala energiei
Integrala energiei a fost obținută de Karl Wieghardt:
{\displaystyle {\frac {2\varepsilon }{\rho U^{3}}}={\frac {1}{U}}{\frac {\partial }{\partial t}}(\delta _{1}+\delta _{2})+{\frac {2\delta _{2}}{U^{2}}}{\frac {\partial U}{\partial t}}+{\frac {1}{U^{3}}}{\frac {\partial }{\partial x}}(U^{3}\delta _{3})+{\frac {v_{w}}{U}}}
unde:
{\displaystyle \varepsilon =\int _{0}^{\infty }\mu \left({\frac {\partial u}{\partial y}}\right)^{2}dy,\quad \delta _{3}=\int _{0}^{\infty }{\frac {u}{U}}\left(1-{\frac {u^{2}}{U^{2}}}\right)\,dy}
{\displaystyle \varepsilon } este rata de disipare a energiei datorată viscozității prin stratul limită, iar {\displaystyle \delta _{3}} este grosimea stratului limită energetic.

### Transformarea Von Mises
Pentru straturi limită bidimensionale staționare, Richard von Mises a introdus o transformare care are {\displaystyle x} și {\displaystyle \psi } (funcția de curent⁠(d)) ca variabile independente în loc de {\displaystyle x} și {\displaystyle y} și folosește o variabilă dependentă {\displaystyle \chi =U^{2}-u^{2}} în loc de {\displaystyle u}. Ecuația stratului limită devine atunci:
{\displaystyle {\frac {\partial \chi }{\partial x}}=\nu {\sqrt {U^{2}-\chi }}\ {\frac {\partial ^{2}\chi }{\partial \psi ^{2}}}}
Variabilele originale se obțin din:
{\displaystyle y=\int {\sqrt {U^{2}-\chi }}\,d\psi ,\quad u={\sqrt {U^{2}-\chi }},\quad v=u\int {\frac {\partial }{\partial x}}\left({\frac {1}{u}}\right)\,d\psi }
Ulterior această transformare a fost extinsă la stratul limită compresibil de către Theodore von Kármán și HS Tsien.

### Transformarea Crocco
Tot pentru stratul limită compresibil bidimensional staționar, Luigi Crocco a introdus o transformare care ia {\displaystyle x} și {\displaystyle u} ca variabile independente în loc de {\displaystyle x} și {\displaystyle y} și folosește o variabilă dependentă {\displaystyle \tau =\mu \partial u/\partial y} (tensiunea tangențială) în loc de {\displaystyle u}. Ecuația stratului limită devine atunci:
{\displaystyle {\begin{aligned}&\mu \rho u{\frac {\partial }{\partial x}}\left({\frac {1}{\tau }}\right)+{\frac {\partial ^{2}\tau }{\partial u^{2}}}-\mu {\frac {dp}{dx}}{\frac {\partial }{\partial u}}\left({\frac {1}{\tau }}\right)=0,\\[5pt]&{\text{dacă}}\ {\frac {dp}{dx}}=0,\quad {\text{atunci}}\ {\frac {\mu \rho }{\tau ^{2}}}{\frac {\partial \tau }{\partial x}}={\frac {1}{u}}{\frac {\partial ^{2}\tau }{\partial u^{2}}}.\end{aligned}}}
Coordonata originală se obține din:
{\displaystyle y=\mu \int {\frac {du}{\tau }}}

## Straturi limită turbulente
Tratarea straturilor limită turbulente este mult mai dificilă din cauza variației dependente de timp a proprietăților curgerii. Una dintre cele mai utilizate tehnici în care sunt abordate curgerile turbulente este aplicarea descompunerii Reynolds. Aici, proprietățile instantanee ale curgerii sunt descompuse într-o componentă medie și una fluctuantă, presupunând că media componentei fluctuante este întotdeauna zero. Aplicarea acestei tehnici la ecuațiile stratului limită oferă ecuațiile complete ale stratului limită turbulent:
{\displaystyle {\partial {\overline {u}} \over \partial x}+{\partial {\overline {v}} \over \partial y}=0}
{\displaystyle {\overline {u}}{\partial {\overline {u}} \over \partial x}+{\overline {v}}{\partial {\overline {u}} \over \partial y}=-{1 \over \rho }{\partial {\overline {p}} \over \partial x}+\nu \left({\partial ^{2}{\overline {u}} \over \partial x^{2}}+{\partial ^{2}{\overline {u}} \over \partial y^{2}}\right)-{\frac {\partial }{\partial y}}({\overline {u'v'}})-{\frac {\partial }{\partial x}}({\overline {u'^{2}}})}
{\displaystyle {\overline {u}}{\partial {\overline {v}} \over \partial x}+{\overline {v}}{\partial {\overline {v}} \over \partial y}=-{1 \over \rho }{\partial {\overline {p}} \over \partial y}+\nu \left({\partial ^{2}{\overline {v}} \over \partial x^{2}}+{\partial ^{2}{\overline {v}} \over \partial y^{2}}\right)-{\frac {\partial }{\partial x}}({\overline {u'v'}})-{\frac {\partial }{\partial y}}({\overline {v'^{2}}})}
Similar, folosind analiza ordinului de mărime, ecuațiile de mai sus pot fi reduse la termenii de ordin principal. Prin alegerea scalelor de lungime {\displaystyle \delta } pentru modificările în direcția transversală și {\displaystyle L} pentru modificările în direcția curgerii, cu {\displaystyle \delta <<L} ecuația impulsului în direcția {\displaystyle x} se simplifică la:
{\displaystyle {\overline {u}}{\partial {\overline {u}} \over \partial x}+{\overline {v}}{\partial {\overline {u}} \over \partial y}=-{1 \over \rho }{\partial {\overline {p}} \over \partial x}+{\nu }{\partial ^{2}{\overline {u}} \over \partial y^{2}}-{\frac {\partial }{\partial y}}({\overline {u'v'}})}
Această ecuație nu satisface condiția „fără alunecare” la perete. Așa cum a făcut Prandtl pentru ecuațiile stratului limită, trebuie utilizată o nouă scală de lungime, mai mică, pentru a permite termenului viscos să devină ordin principal în ecuația impulsului. Alegând {\displaystyle \eta <<\delta } ca scară în direcția {\displaystyle y}, ecuația impulsului de ordin principal pentru acest „strat limită interior” este dată de:
{\displaystyle 0=-{1 \over \rho }{\partial {\overline {p}} \over \partial x}+{\nu }{\partial ^{2}{\overline {u}} \over \partial y^{2}}-{\frac {\partial }{\partial y}}({\overline {u'v'}})}
La limită, pentru numărul Reynolds infinit, se poate demonstra că termenul gradientului de presiune nu are niciun efect asupra regiunii interioare a stratului limită turbulent. Noua „scală de lungime interioară” {\displaystyle \eta } este o scală de lungime viscoasă și este de ordinul {\displaystyle {\frac {\nu }{u_{*}}}}, unde {\displaystyle u_{*}} este scala de viteză a fluctuațiilor turbulente, în acest caz o viteză tangențială „de frecare”.
Spre deosebire de ecuațiile stratului limită laminar, prezența a două regimuri descrise de scale diferite de curgere (adică scalarea internă și externă) a făcut dificilă și controversată găsirea unei soluții de similitudine universală pentru stratul limită turbulent. Pentru a găsi o soluție de similitudine care să cuprindă ambele regiuni ale curgerii este necesar să se potrivească asimptotic soluțiile din ambele regiuni ale curgerii. O astfel de analiză duce pentru legea peretelui⁠(d) fie la varianta semilogaritmică, fie la cea a puterii.
Abordări similare cu analiza de mai sus au fost făcute și pentru straturile limită termice, utilizând ecuația energiei în curgerile compresibile.
Termenul suplimentar {\displaystyle {\overline {u'v'}}} din ecuațiile stratului limită turbulent este cunoscut sub numele de tensiune tangențială Reynolds și este necunoscut a priori. Prin urmare, soluția ecuațiilor stratului limită turbulent necesită utilizarea unui model de turbulență, care își propune să exprime tensiunea tangențială Reynolds în funcție de variabile sau derivate de curgere cunoscute. Lipsa de precizie și generalitate a unor astfel de modele este un obstacol major în predicția cu succes a proprietăților curgerii turbulente în dinamica fluidelor modernă.
În zona din apropierea peretelui există un strat de tensiune constantă. Datorită amortizării fluctuațiilor verticale de viteză în apropierea peretelui, termenul de tensiune Reynolds va deveni neglijabil și se constată că există un profil de viteză liniar. Acest lucru este valabil doar pentru zona din apropierea peretelui.

## Transfer de căldură și de masă
În 1928 inginerul francez André Lévêque a observat că transmiterea căldurii prin convecție într-un fluid în mișcare este afectată doar de valorile vitezei foarte apropiate de suprafață. Pentru fluxuri termice cu număr Prandtl mare, tranziția temperatură/masă de la suprafață la temperatura curentului liber are loc printr-o zonă foarte subțire, aproape de suprafață. Prin urmare, cele mai importante viteze ale fluidului sunt cele din interiorul acestei zone foarte subțiri, în care variația vitezei poate fi considerată liniară cu distanța normală față de suprafață. În acest fel, pentru:
{\displaystyle u(y)=U\left[1-{\frac {(y-h)^{2}}{h^{2}}}\right]=U{\frac {y}{h}}\left[2-{\frac {y}{h}}\right]}
când {\displaystyle y\rightarrow 0,}
{\displaystyle u(y)\approx 2U{\frac {y}{h}}=\theta y}
unde θ este tangenta parabolei Poiseuille care intersectează peretele. Deși soluția lui Lévêque era specifică transmiterii căldurii într-o curgere Poiseuille, perspectiva sa i-a ajutat pe alți oameni de știință să găsească o soluție exactă a problemei stratului limită termic. Schuh a observat că într-un strat limită, u este din nou liniară în funcție de y, dar că în acest caz, tangenta la perete este în funcție de x. El a exprimat acest lucru printr-o versiune modificată a profilului lui Lévêque:
{\displaystyle u(y)=\theta (x)y}
Aceasta are ca rezultat o aproximare foarte bună, chiar și pentru numere Pr mici, astfel încât doar metalele lichide cu Pr mult mai mic decât 1 nu pot fi tratate în acest fel. În 1962 Kestin și Persen au publicat o lucrare care dădea soluții pentru transmiterea căldurii atunci când stratul limită termic este conținut în întregime în stratul de viteză și pentru diverse distribuții ale temperaturii pereților. Pentru problema unei plăci plane cu o creștere a temperaturii la {\displaystyle x=x_{0},} aceștia propun o substituție care reduce ecuația stratului limită termic parabolic la o ecuație diferențială ordinară. Soluția acestei ecuații, temperatura în orice punct al fluidului, poate fi exprimată ca o funcție gamma incompletă. Hermann Schlichting a propus o substituție echivalentă, care și ea reduce ecuația stratului limită termic la o ecuație diferențială ordinară a cărei soluție este aceeași funcție gamma incompletă. Soluțiile analitice pot fi obținute pe baza autosimilitudinii dependente de timp a ecuațiilor stratului limită incompresibil, inclusiv a conducției termice.
După cum se știe din mai multe manuale, transmiterea căldurii tinde să scadă odată cu creșterea stratului limită. Recent, s-a observat în practică și la scară mare că vântul care trece peste un panou solar fotovoltaic tinde să rețină căldura în panoul aflat într-un regim turbulent din cauza scăderii transmiterii căldurii. Deși se presupune frecvent că acea curgere este inerent turbulentă, această observație accidentală demonstrează că vântul se comportă în practică foarte aproape de un fluid ideal, cel puțin într-o observație care seamănă cu comportamentul așteptat pentru o placă plană, reducând potențial dificultatea analizării acestui tip de fenomen la o scară mai mare.

## Constante de transfer convectiv din analiza stratului limită
Paul Richard Heinrich Blasius a obținut o soluție exactă pentru ecuațiile stratul limită laminar de mai sus. Grosimea stratului limită, {\displaystyle \delta ,} pentru o curgere laminară este în funcție de numărul Reynolds:
{\displaystyle \delta \approx 5,0{x \over {\sqrt {\mathrm {Re} }}}}
unde:
{\displaystyle \delta } este grosimea stratului limită, adică zona curgerii unde viteza este mai mică de 99 % din viteza curgerii libere, {\displaystyle v_{\infty }},
{\displaystyle x} este poziția de-a lungul plăcii semiinfinite, iar Re este numărul Reynolds.
Soluția lui Blasius utilizează condiții la limită într-o formă adimensională:
{\displaystyle {v_{x}-v_{S} \over v_{\infty }-v_{S}}={v_{x} \over v_{\infty }}={v_{y} \over v_{\infty }}=0\quad {\text{la}}\quad y=0}
{\displaystyle {v_{x}-v_{S} \over v_{\infty }-v_{S}}={v_{x} \over v_{\infty }}=1\quad {\text{la}}\quad y=\infty \ {\text{și}}\ x=0}

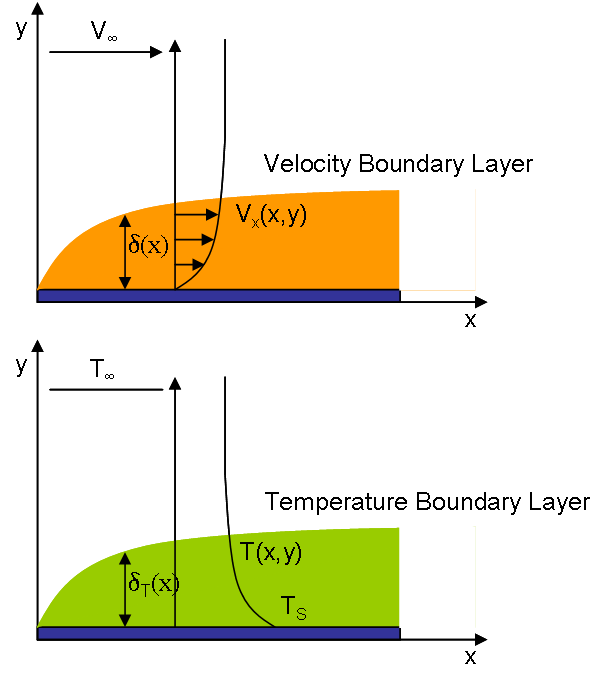
Stratul limită de viteză (sus, portocaliu) și stratul limită de temperatură (jos, verde) au o formă funcțională comună datorită similitudinii bilanțurilor impuls/energie și a condițiilor la limită

De reținut că în multe cazuri condiția la limită „fără alunecare” susține că {\displaystyle v_{S},} viteza fluidului la suprafața plăcii, este egală cu viteza plăcii în toate pozițiile. Dacă placa nu se mișcă, atunci {\displaystyle v_{S}=0.} Dacă alunecarea fluidului este permisă, obținerea soluției este mult mai complicată. De fapt, soluția Blasius pentru profilul laminar al vitezei în stratul limită de deasupra unei plăci semiinfinite poate fi extinsă cu ușurință pentru a descrie straturile limită termice și de concentrație pentru transmiterea căldurii, respectiv transferul masei. În loc de bilanțul diferențial al impulsului din direcția x (ecuația mișcării), acestea utilizează un bilanț energetic și de masă obținut similar:
pentru energie: {\displaystyle \quad \ v_{x}{\partial T \over \partial x}+v_{y}{\partial T \over \partial y}={k \over \rho C_{p}}{\partial ^{2}T \over \partial y^{2}}}
pentru masă: {\displaystyle \quad \quad v_{x}{\partial c_{A} \over \partial x}+v_{y}{\partial c_{A} \over \partial y}=D_{AB}{\partial ^{2}c_{A} \over \partial y^{2}}}
Pentru bilanțul impulsului, viscozitatea cinematică {\displaystyle \nu } poate fi considerată a fi „difuzivitatea impulsului”. În bilanțul energetic, aceasta este înlocuită de difuzivitatea termică {\displaystyle \alpha ={\lambda /\rho c_{p}}} și de difuzivitatea masei {\displaystyle D_{AB}} în bilanțul masei. În difuzivitatea termică a unei substanțe, {\displaystyle \lambda } este conductivitatea sa termică, {\displaystyle \rho } este densitatea sa și {\displaystyle c_{p}} este capacitatea sa termică masică. Indicele AB indică difuzivitatea speciei A care difuzează în specia B.
Sub ipoteza că {\displaystyle \alpha =D_{AB}=\nu ,} aceste ecuații devin echivalente cu bilanțul impulsului. Astfel, pentru numărul Prandtl {\displaystyle Pr=\nu /\alpha =1} și numărul Schmidt {\displaystyle Sc=\nu /D_{AB}=1,} soluția lui Blasius se aplică direct.
Prin urmare, această metodă folosește o formă similară a condițiilor la limită, înlocuind {\displaystyle v} cu {\displaystyle T} sau cu {\displaystyle c_{A}} (temperatura absolută, în [K], respectiv concentrația speciei A). Indicele S indică faptul că este o condiție la limită la suprafață.
{\displaystyle {v_{x}-v_{S} \over v_{\infty }-v_{S}}={T-T_{S} \over T_{\infty }-T_{S}}={c_{A}-c_{AS} \over c_{A\infty }-c_{AS}}=0\quad {\text{la}}\quad y=0}
{\displaystyle {v_{x}-v_{S} \over v_{\infty }-v_{S}}={T-T_{S} \over T_{\infty }-T_{S}}={c_{A}-c_{AS} \over c_{A\infty }-c_{AS}}=1\quad {\text{la}}\quad y=\infty \quad {\text{și}}\quad x=0}
Folosind funcția de curent, Blasius a obținut următoarea soluție pentru tensiunea tangențială la suprafața plăcii:
{\displaystyle \tau _{0}=\left({\partial v_{x} \over \partial y}\right)_{y=0}=0,332{v_{\infty } \over x}Re^{1/2}}
iar din condițiile la limită, se știe că:
{\displaystyle {v_{x}-v_{S} \over v_{\infty }-v_{S}}={T-T_{S} \over T_{\infty }-T_{S}}={c_{A}-c_{AS} \over c_{A\infty }-c_{AS}}}
Fiind date următoarele relații pentru fluxul de căldură/masă dinspre suprafața plăcii:
{\displaystyle \left({\partial T \over \partial y}\right)_{y=0}=0,332{T_{\infty }-T_{S} \over x}Re^{1/2}}
{\displaystyle \left({\partial c_{A} \over \partial y}\right)_{y=0}=0,332{c_{A\infty }-c_{AS} \over x}Re^{1/2}}
pentru {\displaystyle Pr=Sc=1} rezultă:
{\displaystyle \delta =\delta _{T}=\delta _{c}={5,0x \over {\sqrt {\mathrm {Re} }}}}
unde:
{\displaystyle \delta _{T},\delta _{c}} sunt zonele curgerii în care {\displaystyle T} și {\displaystyle c_{A}} sunt mai mici de 99 % din cele din curgerea liberă.

Deoarece numărul Prandtl al unui anumit fluid adesea nu este egal cu unitatea, inginerul german E. Polhausen, care a lucrat cu Ludwig Prandtl, a încercat să extindă empiric aceste ecuații pentru a se aplica și la {\displaystyle \mathrm {Pr} \neq 1}. Rezultatele sale pot fi aplicate și la {\displaystyle \mathrm {Sc} }. El a stabilit că pentru un număr Prandtl mai mare de 0,6, grosimea stratului limită termic⁠(d) era dată aproximativ de: 
{\displaystyle {\delta  \over \delta _{T}}=Pr^{1/3}\quad {\text{prin urmare}}\quad {\delta  \over \delta _{c}}=Sc^{1/3}}

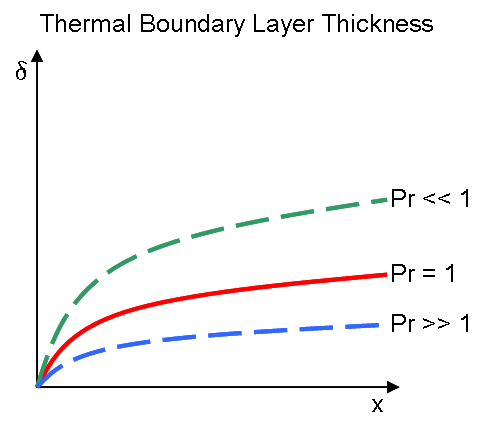
Grafic cu grosimea relativă a stratului limită termic în funcție de stratul limită de viteză (cu roșu) pentru diferite numere Prandtl. Pentru Pr = 1 cele două sunt egale.

Din această soluție, este posibilă caracterizarea constantelor de transfer convectiv de căldură/masă pe baza zonei de curgere a stratului limită. Legea conducției a lui Fourier și legea răcirii a lui Newton sunt combinate cu fluxul termic de mai sus și grosimea stratului limită:
{\displaystyle {q \over A}=-\lambda \left({\partial T \over \partial y}\right)_{y=0}=\alpha _{x}(T_{S}-T_{\infty })}
{\displaystyle \alpha _{x}=0,332{\lambda  \over x}\mathrm {Re} _{x}^{1/2}\mathrm {Pr} ^{1/3}}
Aceasta dă constanta locală de convecție {\displaystyle \alpha _{x}} într-un punct al planului semiinfinit. Integrarea pe lungimea plăcii dă o medie:
{\displaystyle \alpha _{L}=0,664{\lambda  \over x}\mathrm {Re} _{L}^{1/2}\mathrm {Pr} ^{1/3}}
Cu transformarea pentru transferul de masă ({\displaystyle k} este constanta transferului de masă convectiv, {\displaystyle D_{AB}} este difuzivitatea speciei A în specia B, {\displaystyle \mathrm {Sc} =\nu /D_{AB}}), se obțin următoarele soluții:
{\displaystyle k'_{x}=0,332{D_{AB} \over x}\mathrm {Re} _{x}^{1/2}\mathrm {Sc} ^{1/3}}
{\displaystyle k'_{L}=0,664{D_{AB} \over x}\mathrm {Re} _{L}^{1/2}\mathrm {Sc} ^{1/3}}
Aceste soluții sunt valabile pentru o curgere laminară cu un număr Prandtl/Schmidt mai mare de 0,6.

## Prezicerea grosimii stratului limită tranzitoriu într-o curgere cu simetrie axială folosind analiza dimensională
Folosind ecuațiile forței tranzitorii și viscoase pentru o curgere cu simetrie axială se poate prezice grosimea stratului limită tranzitoriu știind numărul Womersley, Wo.
Forța tranzitorie = {\displaystyle \rho vw}

Forța viscoasă = {\displaystyle {\mu v \over \delta _{1}^{2}}}
Egalându-le se obține:
{\displaystyle \rho vw={\mu v \over \delta _{1}^{2}}}
din care se extrage {\displaystyle \delta }:
{\displaystyle \delta _{1}={\sqrt {\mu  \over \rho w}}={\sqrt {\ v \over \ w}}}
În formă adimensională:
{\displaystyle {L \over \delta _{1}}={L{\sqrt {w \over \ v}}}=\mathrm {Wo} }
unde:
{\displaystyle \mathrm {Wo} } este numărul Womersley, [-],
{\displaystyle \rho } este densitatea, [kg/m3],
{\displaystyle v} este viteza, [m/s],
{\displaystyle w} este frecvența oscilațiilor, [1/s],
{\displaystyle \delta _{1}} este lungimea stratului limită tranzitoriu, [m],
{\displaystyle \mu } este viscozitatea dinamică, [Pa·s],
{\displaystyle L} este lungimea caracteristică, [m].

## Prezicerea curgerii convective în stratul limită într-o curgere cu simetrie axială folosind analiza dimensională
Folosind ecuațiile forței convective și viscoase pentru o curgere cu simetrie axială se poate prezice grosimea stratului limită tranzitoriu știind numărul Reynolds, Re.
Forța convectivă = {\displaystyle \rho v^{2} \over \ L}

Forța viscoasă = {\displaystyle {\mu v \over \delta _{1}^{2}}}
Egalându-le se obține:
{\displaystyle {\rho v^{2} \over \ L}={\mu v \over \delta _{2}^{2}}}
din care se extrage {\displaystyle \delta }:
{\displaystyle \delta _{2}={\sqrt {\mu L \over \rho v}}}
În formă adimensională:
{\displaystyle {L \over \delta _{2}}={\sqrt {\rho vL \over \mu }}={\sqrt {\mathrm {Re} }}}
unde:
{\displaystyle \mathrm {Re} } este numărul Reynolds, [-],
{\displaystyle \rho } este densitatea, [kg/m3],
{\displaystyle v} este viteza, [m/s],
{\displaystyle \delta _{2}} este lungimea stratului limită convectiv, [m],
{\displaystyle \mu } este viscozitatea dinamică, [Pa·s],
{\displaystyle L} este lungimea caracteristică, [m].

## În arhitectura navală
Multe dintre principiile care se aplică aeronavelor se aplică și navelor, submarinelor și platformelor marine, apa fiind principalul fluid care prezintă interes în locul aerului. Deoarece apa nu este un fluid ideal, navele care se deplasează în apă întâmpină rezistență. Particulele de fluid se lipesc de coca navei datorită forței de adeziune dintre apă și navă, creând un strat limită unde viteza de curgere a fluidului formează un gradient de viteză mic, dar abrupt, fluidul în contact cu nava având în mod ideal o viteză relativă nulă, iar fluidul de la marginea stratului limită având viteza relativă a fluidului din jurul navei.
În timp ce partea din față a navei se confruntă cu forțe de presiune normale datorate fluidului care o înconjoară, porțiunea din spate este supusă unei componente de presiune mai mici, datorită stratului limită. Acest lucru duce la o rezistență mai mare datorată presiunii, cunoscută sub numele de „rezistență viscoasă” sau „rezistență parazită⁠(d)”.
Spre deosebire de aeronave, la nave se curgerile se consideră incompresibile, unde schimbarea densității apei este neglijabilă (o creștere a presiunii de aproape 1000 kPa duce la o schimbare de doar 2–3 kg/m3). Acest domeniu al dinamicii fluidelor este hidrodinamica. Un inginer naval proiectează având în vedere în primul rând hidrodinamica, rezistența la înaintare fiind tratată ulterior. Dezvoltarea, descompunerea și separarea stratului limită devin critice deoarece viscozitatea ridicată a apei produce solicitări tangențiale mari.

## Turbina Tesla
Efectul viscos al stratului limită a fost exploatat în turbina Tesla⁠(d), brevetată de Nikola Tesla în 1913. Este denumită turbină fără palete, deoarece folosește efectul stratului limită și nu acțiunea unui fluid asupra paletelor, așa cum se întâmplă într-o turbină convențională. Turbinele cu strat limită sunt cunoscute și sub denumirea de turbină cu strat Prandtl.

## Absorbția stratului limită
Absorbția stratului limită promite o creștere a eficienței cu privire la consumul de combustibil al aeronavei cu un motor montat în spate, care absoarbe stratul limită lent de pe fuzelaj și reenergizează siajul pentru a reduce rezistența la înaintare și a îmbunătăți eficiența propulsiei. Pentru a funcționa în curgerea de aer distorsionată, ventilatorul este mai greu, eficiența sa este mai redusă, iar integrarea sa este dificilă. Este utilizat în concepte precum Aurora D8 sau Nova al agenției franceze de cercetare Onera, economisind 5 % în croazieră prin absorbția a 40 % din stratul limită de pe fuzelaj.
Airbus a prezentat conceptul Nautilius la congresul ICAS⁠(d) din septembrie 2018: pentru a absorbi întregul strat limită al fuzelajului, minimizând în același timp distorsiunea fluxului azimutal, fuzelajul se împarte în două fusuri cu ventilatoare cu un raport de bypass de 13–18:1. Eficiența propulsivă este de până la 90 %, similară cu cea a rotoarelor contrarotative de tip propfan⁠(d), cu motoare mai mici, mai ușoare, mai puțin complexe și zgomotoase. Ar putea reduce consumul de combustibil cu peste 10 % în comparație cu un motor obișnuit sub aripă cu un raport de bypass de 15:1.

## Letură suplimentară
- en  Chanson, Hubert (2009). Applied Hydrodynamics: An Introduction to Ideal and Real Fluid Flows. CRC Press, Taylor & Francis Group, Leiden, The Netherlands, 478 pages. ISBN 978-0-415-49271-3.
- en  A.D. Polyanin and V.F. Zaitsev, Handbook of Nonlinear Partial Differential Equations, Chapman & Hall/CRC Press, Boca Raton – London, 2004. ISBN: 1-58488-355-3
- en  A.D. Polyanin, A.M. Kutepov, A.V. Vyazmin, and D.A. Kazenin, Hydrodynamics, Mass and Heat Transfer in Chemical Engineering, Taylor & Francis, London, 2002. ISBN: 0-415-27237-8
- en  John D. Anderson Jr., "Ludwig Prandtl's Boundary Layer", Physics Today, December 2005
- en  Anderson, John (1992). Fundamentals of Aerodynamics (ed. 2nd). Toronto: S.S.CHAND. pp. 711–714. ISBN 0-07-001679-8.
- en  Hendrik Tennekes, John L. Lumley, "A First Course in Turbulence", The MIT Press, (1972).
- en  Lectures in Turbulence for the 21st Century by William K. George